# Ryuthela nishihirai
Espèce
Synonymes
- Heptathela nishihirai Haupt, 1979

Ryuthela nishihirai est une espèce d'araignées mésothèles de la famille des Liphistiidae.

## Distribution
Cette espèce est endémique d'Okinawa dans les iles Okinawa dans l'archipel Nansei au Japon,. Elle se rencontre à Asato, Chibana et Shuri.

## Description
Le mâle décrit par Xu, Liu, Ono, Chen, Kuntner et Li en 2017 mesure 9,05 mm et les femelles mesurent de 9,75 à 13,92 mm.

## Systématique et taxinomie
Cette espèce a été décrite sous le protonyme Heptathela nishihirai par Haupt en 1979. Elle est placée dans le genre Ryuthela par Haupt en 1983.
Ryuthela nishihirai ishigakiensis a été élevée au rang d'espèce par Ono en 1997.

## Étymologie
Cette espèce est nommée en l'honneur de Moritaka Nishihira.

## Publication originale
- Haupt, 1979 : « Lebensweise und Sexualverhalten der mesothelen Spinne Heptathela nishihirai n. sp. (Araneae, Liphistiidae). » Zoologischer Anzeiger, vol. 202, p. 348-374.